# 허항령
허항령은 조선민주주의인민공화국 량강도 삼지연시의 고개이다. 일제 강점기에 혜산과 무산을 잇는 도로가 개척되어 지금도 중요한 도로로 남아 있다.